# Costa Rotian
Costa Rotian (IPA: /kɔstaroˈtjan/) è una località del comune sparso di Commezzadura. Si trova nei pressi della frazione di Almazzago, sul quarto tornante della strada statale 239 di Campiglio che da  Dimaro porta a Folgarida.

## Geografia fisica

### Territorio
Costa Rotian è situata all'interno della zona boschiva delle Sorti, sul versante settentrionale del monte Spolverino, e, insieme a Deggiano che tuttavia è collocato sull'altro versante della Val di Sole, è il centro abitato posto in una zona più elevata tra quelli del comune di Commezzadura. Il nucleo abitato sorge a 887 m s.l.m. sulla sinistra orografica del rio Rotian, corso d'acqua dal quale prende il nome e che sfocia presso la località Rovina di Dimaro nel torrente Noce.

## Storia
Costa Rotian è un villaggio residenziale con popolazione non stabile sorto nell'arco di tempo che va dal 1970 al 1974 e progettato dall'architetto trentino Sergio Giovanazzi.